# Burkely Duffield
Pour les articles homonymes, voir Duffield.
Burkely Duffield, né le 9 août 1992 à Vancouver, est un acteur et danseur canadien. 
Il est notamment connu pour son rôle d'Eddie Sweet Miller dans la série de Nickelodeon, Anubis et pour son rôle de Holden Matthews dans la série Beyond de Freeform.

## Biographie

### Enfance et formation
Il a un frère, Mitchell Duffield et une sœur, Victoria Duffield (en), qui est chanteuse, danseuse et actrice.
Avant d'obtenir le rôle d'Holden dans la série Beyond, il suivait des cours de commerce à l'Université de la Colombie-Britannique (UBC).

### Carrière
Il a fait ses débuts à la télévision à l'âge de 14 ans dans En attendant l'âme sœur (Under the Mistletoe), un téléfilm de Noël, suivi de plusieurs apparitions dans des séries télévisées comme Supernatural, Minority Report et The Tomorrow People. Il joue aussi dans Le Rêve du chanteur masqué de Bille Woodruff (Rags), un téléfilm de Nickelodeon sorti en 2012.
Entre 2012 et 2013, il a joué le rôle d'Eddie Miller dans les saisons 2 et 3 de la série Anubis (House of Anubis). La série est annulée à la fin de la troisième saison.
Au cinéma, il a joué Callan dans Warcraft : Le Commencement de Duncan Jones en 2016 aux côtés de Ben Foster, Travis Fimmel, Dominic Cooper et Paula Patton. Il a également joué Alex dans le film The Miracle Season de Sean McNamara en 2018 avec Helen Hunt et Erin Moriarty.
Il a joué Holden Matthews aux côtés de Jonathan Whitesell, Dilan Gwyn (en), Eden Brolin (en) et Jeff Pierre dans la série Beyond créée par Adam Nussdorf et diffusée entre le 2 janvier 2017 et le 22 mars 2018 sur Freeform. Après 12 ans passés dans le coma, il se réveille et découvre qu'il est doté de super-pouvoirs et que son esprit a vécu une vie parallèle dans un endroit appelé Le Royaume.
En 2020, il joue dans le film There's Someone Inside Your House de Netflix réalisé par Patrick Brice (en) aux côtés de Sydney Park et Theodore Pellerin, basé sur le roman There's Someone Inside Your House (en) de Stephanie Perkins (en), publié en 2017.

## Filmographie
- 2006 : En attendant l'âme sœur (Under the Mistletoe) (TV): Jonathan Chandler
- 2006 : Kickin It Old Skool: George Michael Kid
- 2007 : Grivé: Young Hudson
- 2007 : Pathfinder: Ghost (12 Jahre alt)
- 2008 : L'As de cœur (Ace of Hearts) (TV) : Kenny
- 2011 : Grossesse en danger (And Baby Will Fall) (TV): David jeune
- 2012-2013 : Anubis (House of Anubis) : Edison «Eddie» Sweet Miller (79 épisodes)
- 2012 : Supernatural : Ryan McAnn (saison 7, épisode 18)
- 2012 : Le Rêve du chanteur masqué de Bille Woodruff (Rags) : Lloyd McGowens
- 2013 : Mauvaise influence (A Mother's Nightmare) (TV): Matt
- 2013 : The Tomorrow People : Tyler Miller (saison 1 épisode 3)
- 2016 : Warcraft : Le Commencement : Callan
- 2017 : The Arrangement : Ben Geller (saison 1, épisodes 1 et 2)
- 2017-2018 : Beyond : Holden Matthews (rôle principal - 20 épisodes)
- 2018 : The Miracle Season : Alex
- 2019 : Supernatural : Billy Whitfield (saison 15, épisode 4)
- 2021 : Killer Game (There's Someone inside Your House) de Patrick Brice  : Caleb Greeley